# Grande Prêmio da Alemanha de Motovelocidade
O Grande Prêmio da Alemanha de MotoGP é um evento motociclístico que atualmente faz parte do calendário do mundial de MotoGP. O evento é realizado desde 1925. Durante a era das duas Alemanhas, houve dois Grandes Prêmios independentes em ambos os lados da Cortina de Ferro (o Grande Prêmio da Alemanha Ocidental e o Grande Prêmio da Alemanha Oriental), que coexistiram no Campeonato Mundial de Motociclismo durante a década de 1960.

## Circuitos do GP da Alemanha

Avus
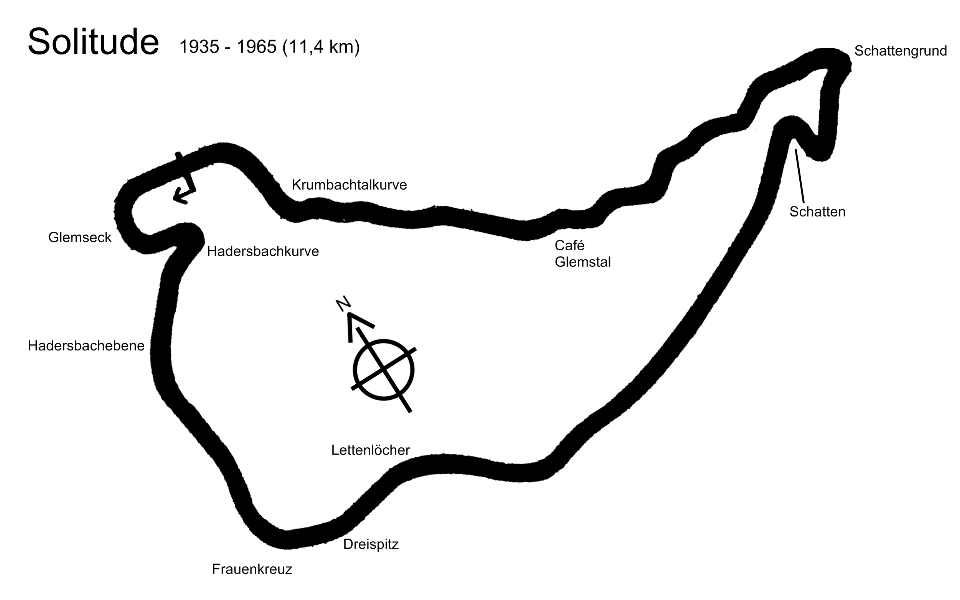
Solitude, usado entre 1935-1965
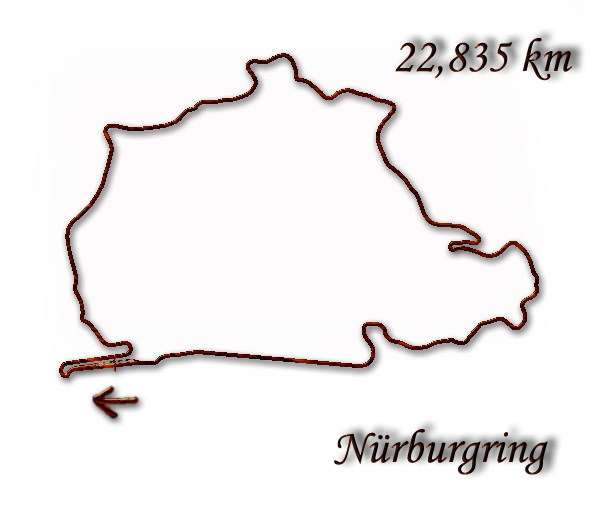
Nürburgring Nordschleife, usado até 1980
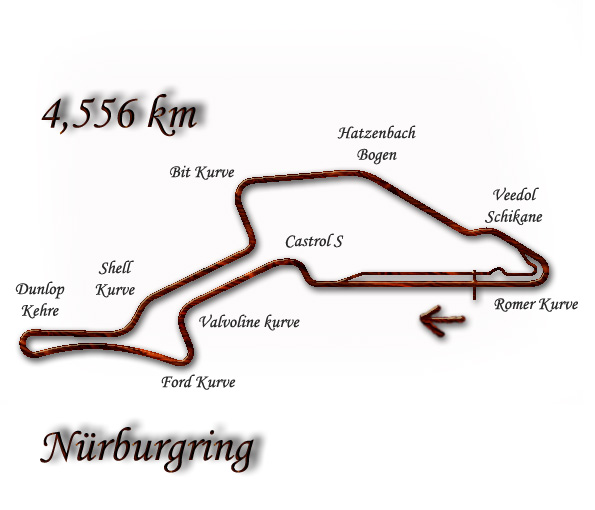
Pista Grande Prêmio Nürburgring, 1984–1996
Hockenheimring usada até 1994
Sachsenring, usada desde 1998, configuração desde 2002

## Vencedores do GP da Alemanha
Em fundo vermelho indica que o GP não fez parte do campeonato de MotoGP.
| Ano  | Pista       | MotoE                                   | Moto3                                   | Moto2                                   | MotoGP                                  | Resumo                                  |
| ---- | ----------- | --------------------------------------- | --------------------------------------- | --------------------------------------- | --------------------------------------- | --------------------------------------- |
| 2024 | Sachsenring | Héctor Garzó Cor. 1 Héctor Garzó Cor. 2 | David Alonso                            | Fermín Aldeguer                         | Francesco Bagnaia                       | Detalhes                                |
| 2023 | Sachsenring | Jordi Torres Cor. 1 Héctor Garzó Cor. 2 | Deniz Öncü                              | Pedro Acosta                            | Jorge Martín                            | Detalhes                                |
| 2022 | Sachsenring | não realizado                           | Izan Guevara                            | Augusto Fernández                       | Fabio Quartararo                        | Detalhes                                |
| 2021 | Sachsenring | não realizado                           | Pedro Acosta                            | Remy Gardner                            | Marc Márquez                            | Detalhes                                |
| 2020 | Sachsenring | não realizado                           | Cancelado devido à pandemia de COVID-19 | Cancelado devido à pandemia de COVID-19 | Cancelado devido à pandemia de COVID-19 | Cancelado devido à pandemia de COVID-19 |
| 2019 | Sachsenring | Niki Tuuli                              | Lorenzo Dalla Porta                     | Alex Marquez                            | Marc Márquez                            | Detalhes                                |

| Ano  | Pista       | Moto3              | Moto2               | MotoGP           | Resumo   |
| ---- | ----------- | ------------------ | ------------------- | ---------------- | -------- |
| 2018 | Sachsenring | Jorge Martin       | Brad Binder         | Marc Marquez     | Detalhes |
| 2017 | Sachsenring | Joan Mir           | Franco Morbidelli   | Marc Márquez     | Detalhes |
| 2016 | Sachsenring | Khairul Idham Pawi | Johann Zarco        | Marc Márquez     | Detalhes |
| 2015 | Sachsenring | Danny Kent         | Xavier Siméon       | Marc Márquez     | Detalhes |
| 2014 | Sachsenring | Jack Miller        | Dominique Aegerter  | Marc Márquez     | Detalhes |
| 2013 | Sachsenring | Álex Rins          | Jordi Torres        | Marc Márquez     | Detalhes |
| 2012 | Sachsenring | Sandro Cortese     | Marc Márquez        | Dani Pedrosa     | Detalhes |
| Ano  | Pista       | 125 cc             | Moto2               | MotoGP           | Resumo   |
| 2011 | Sachsenring | Héctor Faubel      | Marc Márquez        | Dani Pedrosa     | Detalhes |
| 2010 | Sachsenring | Marc Márquez       | Toni Elías          | Dani Pedrosa     | Detalhes |
| Ano  | Pista       | 125 cc             | 250 cc              | MotoGP           | Resumo   |
| 2009 | Sachsenring | Julián Simón       | Marco Simoncelli    | Valentino Rossi  | Detalhes |
| 2008 | Sachsenring | Mike Di Meglio     | Marco Simoncelli    | Casey Stoner     | Detalhes |
| 2007 | Sachsenring | Gábor Talmácsi     | Hiroshi Aoyama      | Dani Pedrosa     | Detalhes |
| 2006 | Sachsenring | Mattia Pasini      | Yuki Takahashi      | Valentino Rossi  | Detalhes |
| 2005 | Sachsenring | Mika Kallio        | Daniel Pedrosa      | Valentino Rossi  | Detalhes |
| 2004 | Sachsenring | Roberto Locatelli  | Daniel Pedrosa      | Max Biaggi       | Detalhes |
| 2003 | Sachsenring | Stefano Perugini   | Roberto Rolfo       | Sete Gibernau    | Detalhes |
| 2002 | Sachsenring | Arnaud Vincent     | Marco Melandri      | Valentino Rossi  | Detalhes |
| Ano  | Pista       | 125 cc             | 250 cc              | 500 cc           | Resumo   |
| 2001 | Sachsenring | Simone Sanna       | Marco Melandri      | Max Biaggi       | Detalhes |
| 2000 | Sachsenring | Youichi Ui         | Olivier Jacque      | Alex Barros      | Detalhes |
| 1999 | Sachsenring | Marco Melandri     | Valentino Rossi     | Kenny Roberts Jr | Detalhes |
| 1998 | Sachsenring | Tomomi Manako      | Tetsuya Harada      | Michael Doohan   | Detalhes |
| 1997 | Nürburgring | Valentino Rossi    | Tetsuya Harada      | Michael Doohan   | Detalhes |
| 1996 | Nürburgring | Masaki Tokudome    | Ralf Waldmann       | Luca Cadalora    | Detalhes |
| 1995 | Nürburgring | Haruchika Aoki     | Max Biaggi          | Daryl Beattie    | Detalhes |
| 1994 | Hockenheim  | Dirk Raudies       | Loris Capirossi     | Michael Doohan   | Detalhes |
| 1993 | Hockenheim  | Dirk Raudies       | Doriano Romboni     | Daryl Beattie    | Detalhes |
| 1992 | Hockenheim  | Bruno Casanova     | Pierfrancesco Chili | Michael Doohan   | Detalhes |
| 1991 | Hockenheim  | Ralf Waldmann      | Helmut Bradl        | Kevin Schwantz   | Detalhes |

| Ano  | Pista                    | 80 cc                  | 125 cc              | 250 cc              | 350 cc            | 500 cc            |
| ---- | ------------------------ | ---------------------- | ------------------- | ------------------- | ----------------- | ----------------- |
| 1990 | Nürburgring GP-Strecke   |                        | Doriano Romboni     | Wilco Zeelenberg    |                   | Kevin Schwantz    |
| 1989 | Hockenheim               | Peter Öttl             | Àlex Crivillé       | Sito Pons           |                   | Wayne Rainey      |
| 1988 | Nürburgring GP-Strecke   | Jorge Martínez         | Ezio Gianola        | Luca Cadalora       |                   | Kevin Schwantz    |
| 1987 | Hockenheim               | Gerhard Waibel         | Fausto Gresini      | Anton Mang          |                   | Eddie Lawson      |
| 1986 | Nürburgring GP-Strecke   | Manuel Herreros        | Luca Cadalora       | Carlos Lavado       |                   | Eddie Lawson      |
| 1985 | Hockenheim               | Stefan Dörflinger      | August Auinger      | Martin Wimmer       |                   | Christian Sarron  |
| 1984 | Nürburgring GP-Strecke   | Stefan Dörflinger      | Ángel Nieto         | Christian Sarron    |                   | Freddie Spencer   |
| Ano  | Pista                    | 50 cc                  | 125 cc              | 250 cc              | 350 cc            | 500 cc            |
| 1983 | Hockenheim               | Stefan Dörflinger      | Ángel Nieto         | Carlos Lavado       |                   | Kenny Roberts     |
| 1982 | Hockenheim               | Eugenio Lazzarini      |                     | Anton Mang          | Manfred Herweh    | Randy Mamola      |
| 1981 | Hockenheim               | Stefan Dörflinger      | Ángel Nieto         | Anton Mang          | Anton Mang        | Kenny Roberts     |
| 1980 | Nürburgring Nordschleife | Stefan Dörflinger      | Guy Bertin          | Kork Ballington     | Jon Ekerold       | Marco Lucchinelli |
| 1979 | Hockenheim               | Gerhard Waibel         | Ángel Nieto         | Kork Ballington     | Jon Ekerold       | Wil Hartog        |
| 1978 | Nürburgring Nordschleife | Ricardo Tormo          | Ángel Nieto         | Kork Ballington     | Takazumi Katayama | Virginio Ferrari  |
| 1977 | Hockenheim               | Herbert Rittberger     | Pier Paolo Bianchi  | Christian Sarron    | Takazumi Katayama | Barry Sheene      |
| 1976 | Nürburgring Nordschleife | Ángel Nieto            | Anton Mang          | Walter Villa        | Walter Villa      | Giacomo Agostini  |
| 1975 | Hockenheim               | Ángel Nieto            | Paolo Pileri        | Walter Villa        | Johnny Cecotto    | Giacomo Agostini  |
| 1974 | Nürburgring Nordschleife | Ingo Emmerich          | Fritz Reitmaier     | Helmut Kassner      | Helmut Kassner    | Edmund Czihak     |
| 1973 | Hockenheim               | Theo Timmer            | Kent Andersson      | Jarno Saarinen      | Teuvo Länsivuori  | Phil Read         |
| 1972 | Nürburgring Nordschleife | Jan de Vries           | Gilberto Parlotti   | Hideo Kanaya        | Jarno Saarinen    | Giacomo Agostini  |
| 1971 | Hockenheim               | Jan de Vries           | Dave Simmonds       | Phil Read           | Giacomo Agostini  | Giacomo Agostini  |
| 1970 | Nürburgring Nordschleife | Ángel Nieto            | John Dodds          | Kel Carruthers      | Giacomo Agostini  | Giacomo Agostini  |
| 1969 | Hockenheim               | Aalt Toersen           | Dave Simmonds       | Kent Andersson      | Giacomo Agostini  | Giacomo Agostini  |
| 1968 | Nürburgring Südschleife  | Hans-Georg Anscheidt   | Phil Read           | Bill Ivy            | Giacomo Agostini  | Giacomo Agostini  |
| 1967 | Hockenheim               | Hans-Georg Anscheidt   | Yoshimi Katayama    | Ralph Bryans        | Mike Hailwood     | Giacomo Agostini  |
| 1966 | Hockenheim               | Hans-Georg Anscheidt   | Luigi Taveri        | Mike Hailwood       | Mike Hailwood     | Jim Redman        |
| 1965 | Nürburgring Südschleife  | Ralph Bryans           | Hugh Anderson       | Phil Read           | Giacomo Agostini  | Mike Hailwood     |
| 1964 | Solitude                 | Ralph Bryans           | Jim Redman          | Phil Read           | Jim Redman        | Mike Hailwood     |
| 1963 | Hockenheim               | Hugh Anderson          | Ernst Degner        | Tarquinio Provini   | Jim Redman        |                   |
| 1962 | Solitude                 | Ernst Degner           | Luigi Taveri        | Jim Redman          |                   |                   |
| 1961 | Hockenheim               | Iugoslávia Miro Zelnik | Ernst Degner        | Kunimitsu Takahashi | Frantisek Stastny | Gary Hocking      |
| 1960 | Solitude                 |                        |                     | Gary Hocking        |                   | John Surtees      |
| 1959 | Hockenheim               |                        | Carlo Ubbiali       | Carlo Ubbiali       | John Surtees      | John Surtees      |
| 1958 | Nürburgring Nordschleife |                        | Carlo Ubbiali       | Tarquinio Provini   | John Surtees      | John Surtees      |
| 1957 | Hockenheim               |                        | Carlo Ubbiali       | Carlo Ubbiali       | Libero Liberati   | Libero Liberati   |
| 1956 | Solitude                 |                        | Romolo Ferri        | Carlo Ubbiali       | Bill Lomas        | Reg Armstrong     |
| 1955 | Nürburgring Nordschleife |                        | Carlo Ubbiali       | Hermann Paul Müller | Bill Lomas        | Geoff Duke        |
| 1954 | Solitude                 |                        | Rupert Hollaus      | Werner Haas         | Ray Amm           | Geoff Duke        |
| 1953 | Schottenring             |                        | Carlo Ubbiali       | Werner Haas         | Carlo Bandirola   | Walter Zeller     |
| 1952 | Solitude                 |                        | Werner Haas         | Rudi Felgenheier    | Reg Armstrong     | Reg Armstrong     |
| 1951 | Solitude                 |                        | Hermann Paul Müller | Enrico Lorenzetti   | Geoff Duke        | Geoff Duke        |

| Ano  | Pista                              | 175 cc           | 250 cc             | 350 cc             | 500 cc             |
| ---- | ---------------------------------- | ---------------- | ------------------ | ------------------ | ------------------ |
| 1939 | Sachsenring                        |                  | Nello Pagani       | Walter Hamelehle   | Dorino Serafini    |
| 1938 | Sachsenring                        |                  | Ewald Kluge        | John White         | Georg Meier        |
| 1937 | Sachsenring                        |                  | Ewald Kluge        | Harold Daniell     | Karl Gall          |
| 1936 | Sachsenring (Hohenstein-Ernstthal) |                  | H. G. Tyrell Smith | Freddie Frith      | Jimmie Guthrie     |
| 1935 | Sachsenring (Hohenstein-Ernstthal) |                  | Walfried Winkler   | Walter Rusk        | Jimmie Guthrie     |
| 1934 | Sachsenring (Hohenstein-Ernstthal) |                  | H. G. Tyrell Smith | Jimmie Simpson     | Otto Ley           |
| 1933 | AVUS                               |                  | Charlie Dodson     | Ernst Loof         | Josef Stelzer      |
| 1932 |                                    |                  |                    |                    |                    |
| 1931 | Nürburgring Nordschleife           |                  | Elvetio Toricelli  | H. G. Tyrell Smith | Stanley Woods      |
| 1930 | Nürburgring Nordschleife           |                  | Les Crabtree       | Jimmie Guthrie     | Graham Walker      |
| 1929 | Nürburgring Nordschleife           | Arthur Geiß      | Syd Crabtree       | Wal Handley        | H. G. Tyrell Smith |
| 1928 | Nürburgring Nordschleife           | Arthur Geiß      | Syd Crabtree       | Pietro Ghersi      | Charlie Dodson     |
| 1927 | Nürburgring Nordschleife           | Willy Henkelmann | Cecil Ashby        | Jimmie Simpson     | Graham Walker      |
| 1926 | AVUS                               | Kurt Friedrich   | Jock Porter        | Jimmie Simpson     | Josef Stelzer      |
| 1925 | AVUS                               | Willy Zick       | Cecil Ashby        | Miro Maffeis       | Paul Köppen        |

## Vitórias por pilotos
| # Vit | País                 | Vitórias  | Vitórias                                       |
| # Vit | País                 | Categoria | Anos vitórias                                  |
| ----- | -------------------- | --------- | ---------------------------------------------- |
| 13    | Giacomo Agostini     | 500cc     | 1967, 1968, 1969, 1970, 1971, 1972, 1975, 1976 |
| 13    | Giacomo Agostini     | 350cc     | 1965, 1968, 1969, 1970, 1971                   |
| 11    | Marc Márquez         | MotoGP    | 2013, 2014, 2015, 2016, 2017, 2018, 2019, 2021 |
| 11    | Marc Márquez         | Moto2     | 2011, 2012                                     |
| 11    | Marc Márquez         | 125cc     | 2010                                           |
| 8     | Carlo Ubbiali        | 250cc     | 1956, 1957, 1959                               |
| 8     | Carlo Ubbiali        | 125cc     | 1953, 1955, 1957, 1958, 1959                   |
| 8     | Ángel Nieto          | 125cc     | 1978, 1979, 1981, 1983, 1984                   |
| 8     | Ángel Nieto          | 50cc      | 1970, 1975, 1976                               |
| 6     | Valentino Rossi      | MotoGP    | 2002, 2005, 2006, 2009                         |
| 6     | Valentino Rossi      | 250cc     | 1999                                           |
| 6     | Valentino Rossi      | 125cc     | 1997                                           |
| 6     | Dani Pedrosa         | MotoGP    | 2007, 2010, 2011, 2012                         |
| 6     | Dani Pedrosa         | 250cc     | 2004, 2005                                     |
| 5     | John Surtees         | 500cc     | 1958, 1959, 1960                               |
| 5     | John Surtees         | 350cc     | 1958, 1959                                     |
| 5     | Jim Redman           | 500cc     | 1966                                           |
| 5     | Jim Redman           | 350cc     | 1963, 1964                                     |
| 5     | Jim Redman           | 250cc     | 1962                                           |
| 5     | Jim Redman           | 125cc     | 1964                                           |
| 5     | Mike Hailwood        | 500cc     | 1964, 1965                                     |
| 5     | Mike Hailwood        | 350cc     | 1966, 1967                                     |
| 5     | Mike Hailwood        | 250cc     | 1966                                           |
| 5     | Phil Read            | 500cc     | 1973                                           |
| 5     | Phil Read            | 250cc     | 1964, 1965, 1971                               |
| 5     | Phil Read            | 125cc     | 1968                                           |
| 5     | Stefan Dörflinger    | 80cc      | 1984, 1985                                     |
| 5     | Stefan Dörflinger    | 50cc      | 1980, 1981, 1983                               |
| 5     | Anton Mang           | 350cc     | 1981                                           |
| 5     | Anton Mang           | 250cc     | 1981, 1982, 1987                               |
| 5     | Anton Mang           | 125cc     | 1976                                           |
| 4     | Mick Doohan          | 500cc     | 1992, 1994, 1997, 1998                         |
| 3     | Werner Haas          | 250cc     | 1953, 1954                                     |
| 3     | Werner Haas          | 125cc     | 1952                                           |
| 3     | Reg Armstrong        | 500cc     | 1952, 1956                                     |
| 3     | Reg Armstrong        | 350cc     | 1952                                           |
| 3     | Ernst Degner         | 125cc     | 1961, 1963                                     |
| 3     | Ernst Degner         | 50cc      | 1962                                           |
| 3     | Ralph Bryans         | 250cc     | 1967                                           |
| 3     | Ralph Bryans         | 50cc      | 1964, 1965                                     |
| 3     | Hans-Georg Anscheidt | 50cc      | 1966, 1967, 1968                               |
| 3     | Walter Villa         | 350cc     | 1976                                           |
| 3     | Walter Villa         | 250cc     | 1975, 1976                                     |
| 3     | Kork Ballington      | 250cc     | 1978, 1979, 1980                               |
| 3     | Christian Sarron     | 500cc     | 1985                                           |
| 3     | Christian Sarron     | 250cc     | 1977, 1984                                     |
| 3     | Kevin Schwantz       | 500cc     | 1988, 1990, 1991                               |
| 3     | Luca Cadalora        | 500cc     | 1996                                           |
| 3     | Luca Cadalora        | 250cc     | 1988                                           |
| 3     | Luca Cadalora        | 125cc     | 1986                                           |
| 3     | Marco Melandri       | 250cc     | 2001, 2002                                     |
| 3     | Marco Melandri       | 125cc     | 1999                                           |
| 3     | Max Biaggi           | MotoGP    | 2004                                           |
| 3     | Max Biaggi           | 500cc     | 2001                                           |
| 3     | Max Biaggi           | 250cc     | 1995                                           |
| 3     | Héctor Garzó         | MotoE     | 2023 Cor 2, 2024 Cor 1, 2024 Cor 2             |
| 2     | Geoff Duke           | 350cc     | 1954, 1955                                     |
| 2     | Bill Lomas           | 350cc     | 1955, 1956                                     |
| 2     | Libero Liberati      | 500cc     | 1957                                           |
| 2     | Libero Liberati      | 350cc     | 1957                                           |
| 2     | Gary Hocking         | 500cc     | 1961                                           |
| 2     | Gary Hocking         | 250cc     | 1960                                           |
| 2     | Tarquinio Provini    | 250cc     | 1958, 1963                                     |
| 2     | Hugh Anderson        | 125cc     | 1965                                           |
| 2     | Hugh Anderson        | 50cc      | 1963                                           |
| 2     | Luigi Taveri         | 125cc     | 1962, 1966                                     |
| 2     | Dave Simmonds        | 125cc     | 1969, 1971                                     |
| 2     | Jan de Vries         | 50cc      | 1971, 1972                                     |
| 2     | Jarno Saarinen       | 350cc     | 1972                                           |
| 2     | Jarno Saarinen       | 250cc     | 1973                                           |
| 2     | Kent Andersson       | 250cc     | 1969                                           |
| 2     | Kent Andersson       | 125cc     | 1973                                           |
| 2     | Helmut Kassner       | 350cc     | 1974                                           |
| 2     | Helmut Kassner       | 250cc     | 1974                                           |
| 2     | Takazumi Katayama    | 350cc     | 1977, 1978                                     |
| 2     | Jon Ekerold          | 350cc     | 1979, 1980                                     |
| 2     | Kenny Roberts        | 500cc     | 1981, 1983                                     |
| 2     | Carlos Lavado        | 250cc     | 1983, 1986                                     |
| 2     | Gerhard Waibel       | 80cc      | 1987                                           |
| 2     | Gerhard Waibel       | 50cc      | 1979                                           |
| 2     | Eddie Lawson         | 500cc     | 1986, 1987                                     |
| 2     | Doriano Romboni      | 250cc     | 1993                                           |
| 2     | Doriano Romboni      | 125cc     | 1990                                           |
| 2     | Dirk Raudies         | 125cc     | 1993, 1994                                     |
| 2     | Daryl Beattie        | 500cc     | 1993, 1995                                     |
| 2     | Ralf Waldmann        | 250cc     | 1996                                           |
| 2     | Ralf Waldmann        | 125cc     | 1991                                           |
| 2     | Tetsuya Harada       | 250cc     | 1997, 1998                                     |
| 2     | Marco Simoncelli     | 250cc     | 2008, 2009                                     |
| 2     | Jordi Torres         | Moto2     | 2013                                           |
| 2     | Jordi Torres         | MotoE     | 2023 Race 1                                    |
| 2     | Pedro Acosta         | Moto2     | 2023                                           |
| 2     | Pedro Acosta         | Moto3     | 2021                                           |
| 2     | Jorge Martín         | MotoGP    | 2023                                           |
| 2     | Jorge Martín         | Moto3     | 2018                                           |

## Vitórias por construtores
| # Vit | Construtor | Vitórias  | Vitórias                                                                                       |
| # Vit | Construtor | Categoria | Anos                                                                                           |
| ----- | ---------- | --------- | ---------------------------------------------------------------------------------------------- |
| 61    | Honda      | MotoGP    | 2002, 2003, 2004, 2007, 2010, 2011, 2012, 2013, 2014, 2015, 2016, 2017, 2018, 2019, 2021       |
| 61    | Honda      | 500cc     | 1966, 1984, 1992, 1993, 1994, 1996, 1997, 1998, 2000                                           |
| 61    | Honda      | 350cc     | 1963, 1964, 1966, 1967                                                                         |
| 61    | Honda      | 250cc     | 1961, 1962, 1966, 1967, 1987, 1989, 1990, 1991, 1993, 1994, 1996, 2003, 2004, 2005, 2006       |
| 61    | Honda      | Moto3     | 2015, 2016, 2017, 2018, 2019                                                                   |
| 61    | Honda      | 125cc     | 1962, 1964, 1966, 1988, 1990, 1991, 1993, 1994, 1995, 1998, 1999                               |
| 61    | Honda      | 50cc      | 1964, 1965                                                                                     |
| 40    | Yamaha     | MotoGP    | 2005, 2006, 2009, 2022                                                                         |
| 40    | Yamaha     | 500cc     | 1974, 1975, 1981, 1983, 1985, 1986, 1987, 1989, 2001                                           |
| 40    | Yamaha     | 350cc     | 1972, 1973, 1974, 1975, 1977, 1978, 1979, 1980, 1982                                           |
| 40    | Yamaha     | 250cc     | 1964, 1965, 1968, 1969, 1970, 1971, 1972, 1973, 1974, 1977, 1983, 1984, 1985, 1986, 1988, 2000 |
| 40    | Yamaha     | 125cc     | 1968, 1973                                                                                     |
| 31    | MV Agusta  | 500cc     | 1958, 1959, 1960, 1961, 1964, 1965, 1967, 1968, 1969, 1970, 1971, 1972, 1973, 1976             |
| 31    | MV Agusta  | 350cc     | 1958, 1959, 1965, 1968, 1969, 1970, 1971                                                       |
| 31    | MV Agusta  | 250cc     | 1956, 1957, 1958, 1959, 1960                                                                   |
| 31    | MV Agusta  | 125cc     | 1953, 1955, 1957, 1958, 1959                                                                   |
| 18    | Suzuki     | 500cc     | 1977, 1978, 1979, 1980, 1982, 1988, 1990, 1991, 1995, 1999                                     |
| 18    | Suzuki     | 125cc     | 1963, 1965, 1967                                                                               |
| 18    | Suzuki     | 50cc      | 1962, 1963, 1966, 1967, 1968                                                                   |
| 18    | Aprilia    | 250cc     | 1992, 1995, 1997, 1998, 1999, 2001, 2002                                                       |
| 18    | Aprilia    | 125cc     | 1992, 1996, 1997, 2001, 2002, 2003, 2004, 2006, 2007, 2009, 2011                               |
| 9     | Kreidler   | 50cc      | 1969, 1971, 1972, 1974, 1975, 1977, 1979, 1980, 1981                                           |
| 8     | Kawasaki   | 350cc     | 1981                                                                                           |
| 8     | Kawasaki   | 250cc     | 1978, 1979, 1980, 1981, 1982                                                                   |
| 8     | Kawasaki   | 125cc     | 1969, 1971                                                                                     |
| 8     | Gilera     | 500cc     | 1954, 1955, 1956, 1957                                                                         |
| 8     | Gilera     | 350cc     | 1957                                                                                           |
| 8     | Gilera     | 250cc     | 2008, 2009                                                                                     |
| 8     | Gilera     | 125cc     | 1956                                                                                           |
| 8     | KTM        | Moto2     | 2018                                                                                           |
| 8     | KTM        | 250cc     | 2007                                                                                           |
| 8     | KTM        | Moto3     | 2012, 2013, 2014, 2021, 2023                                                                   |
| 8     | KTM        | 125cc     | 2005                                                                                           |
| 7     | Kalex      | Moto2     | 2015, 2016, 2017, 2019, 2021, 2022, 2023                                                       |
| 7     | Ducati     | MotoGP    | 2008, 2023, 2024                                                                               |
| 7     | Ducati     | MotoE     | 2023 Cor 1, 2023 Cor 2, 2024 Cor 1, 2024 Cor 2,                                                |
| 6     | Derbi      | 125cc     | 2000, 2008, 2010                                                                               |
| 6     | Derbi      | 80cc      | 1986, 1988                                                                                     |
| 6     | Derbi      | 50cc      | 1970                                                                                           |
| 5     | NSU        | 250cc     | 1953, 1954, 1955                                                                               |
| 5     | NSU        | 125cc     | 1952, 1954                                                                                     |
| 5     | Garelli    | 125cc     | 1983, 1984, 1986, 1987                                                                         |
| 5     | Garelli    | 50cc      | 1982                                                                                           |
| 4     | Aermacchi  | 350cc     | 1976                                                                                           |
| 4     | Aermacchi  | 250cc     | 1975, 1976                                                                                     |
| 4     | Aermacchi  | 125cc     | 1970                                                                                           |
| 4     | Morbidelli | 125cc     | 1972, 1975, 1976, 1977                                                                         |
| 4     | Krauser    | 80cc      | 1985, 1987, 1989                                                                               |
| 4     | Krauser    | 50cc      | 1983                                                                                           |
| 4     | Suter      | Moto2     | 2011, 2012, 2013, 2014                                                                         |
| 3     | Norton     | 500cc     | 1952                                                                                           |
| 3     | Norton     | 350cc     | 1952, 1954                                                                                     |
| 3     | Minarelli  | 125cc     | 1978, 1979, 1981                                                                               |
| 2     | Moto Guzzi | 350cc     | 1955, 1956                                                                                     |
| 2     | Bultaco    | 50cc      | 1976, 1978                                                                                     |

## Vencedores do GP da Alemanha de Leste (Alemanha Oriental)
Em fundo vermelho indica que o GP não fez parte do campeonato de MotoGP.
| Ano  | Pista       | 50 cc        | 125 cc        | 250 cc         | 350 cc           | 500 cc            |
| ---- | ----------- | ------------ | ------------- | -------------- | ---------------- | ----------------- |
| 1972 | Sachsenring | Theo Timmer  | Börje Jansson | Jarno Saarinen | Phil Read        | Giacomo Agostini  |
| 1971 | Sachsenring | Ángel Nieto  | Ángel Nieto   | Dieter Braun   | Giacomo Agostini | Giacomo Agostini  |
| 1970 | Sachsenring | Aalt Toersen | Ángel Nieto   | Rod Gould      | Giacomo Agostini | Giacomo Agostini  |
| 1969 | Sachsenring | Ángel Nieto  | Dave Simmonds | Renzo Pasolini | Giacomo Agostini | Giacomo Agostini  |
| 1968 | Sachsenring |              | Phil Read     | Bill Ivy       | Giacomo Agostini | Giacomo Agostini  |
| 1967 | Sachsenring |              | Bill Ivy      | Phil Read      | Mike Hailwood    | Giacomo Agostini  |
| 1966 | Sachsenring |              | Luigi Taveri  | Mike Hailwood  | Giacomo Agostini | Frantisek Stastny |
| 1965 | Sachsenring |              | Frank Perris  | Jim Redman     | Jim Redman       | Mike Hailwood     |
| 1964 | Sachsenring |              | Hugh Anderson | Phil Read      | Jim Redman       | Mike Hailwood     |
| 1963 | Sachsenring |              | Hugh Anderson | Mike Hailwood  | Mike Hailwood    | Mike Hailwood     |
| 1962 | Sachsenring | Jan Huberts  | Luigi Taveri  | Jim Redman     | Jim Redman       | Mike Hailwood     |
| 1961 | Sachsenring |              | Ernst Degner  | Mike Hailwood  | Gary Hocking     | Gary Hocking      |
| 1960 | Sachsenring |              | Ernst Degner  | John Hempleman | Jim Redman       | John Hempleman    |
| 1959 | Sachsenring |              | Werner Musiol | Gary Hocking   | John Hempleman   | Gary Hocking      |
| 1958 | Sachsenring |              | Ernst Degner  | Horst Fügner   | Luigi Taveri     | Dickie Dale       |

## Vitórias por pilotos
| # Vit | País             | Vitórias  | Vitórias                           |
| # Vit | País             | Categoria | Anos vitórias                      |
| ----- | ---------------- | --------- | ---------------------------------- |
| 11    | Giacomo Agostini | 500cc     | 1967, 1968, 1969, 1970, 1971, 1972 |
| 11    | Giacomo Agostini | 350cc     | 1966, 1968, 1969, 1970, 1971       |
| 9     | Mike Hailwood    | 500cc     | 1962, 1963, 1964, 1965             |
| 9     | Mike Hailwood    | 350cc     | 1963, 1967                         |
| 9     | Mike Hailwood    | 250cc     | 1961, 1963, 1966                   |
| 5     | Jim Redman       | 350cc     | 1962, 1964, 1965                   |
| 5     | Jim Redman       | 250cc     | 1962, 1965                         |
| 4     | Ángel Nieto      | 125cc     | 1970, 1971                         |
| 4     | Ángel Nieto      | 50cc      | 1969, 1971                         |
| 4     | Phil Read        | 350cc     | 1972                               |
| 4     | Phil Read        | 250cc     | 1964, 1967                         |
| 4     | Phil Read        | 125cc     | 1968                               |
| 2     | Gary Hocking     | 500cc     | 1961                               |
| 2     | Gary Hocking     | 350cc     | 1961                               |
| 2     | Hugh Anderson    | 125cc     | 1963, 1964                         |
| 2     | Luigi Taveri     | 125cc     | 1962, 1966                         |
| 2     | Bill Ivy         | 250cc     | 1968                               |
| 2     | Bill Ivy         | 125cc     | 1967                               |

## Vitórias por construtores
| # Vit | Construtor | Vitórias  | Vitórias                                                         |
| # Vit | Construtor | Categoria | Anos                                                             |
| ----- | ---------- | --------- | ---------------------------------------------------------------- |
| 19    | MV Agusta  | 500cc     | 1961, 1962, 1963, 1964, 1965, 1967, 1968, 1969, 1970, 1971, 1972 |
| 19    | MV Agusta  | 350cc     | 1961, 1963, 1966, 1968, 1969, 1970, 1971, 1972                   |
| 10    | Honda      | 350cc     | 1962, 1964, 1965, 1967                                           |
| 10    | Honda      | 250cc     | 1961, 1962, 1965, 1966                                           |
| 10    | Honda      | 125cc     | 1962, 1966                                                       |
| 8     | Yamaha     | 250cc     | 1964, 1967, 1968, 1970, 1971, 1972                               |
| 8     | Yamaha     | 125cc     | 1967, 1968                                                       |
| 4     | Derbi      | 125cc     | 1970, 1971                                                       |
| 4     | Derbi      | 50cc      | 1969, 1971                                                       |
| 3     | Suzuki     | 125cc     | 1963, 1964, 1965                                                 |
| 2     | MZ         | 250cc     | 1963                                                             |
| 2     | MZ         | 125cc     | 1961                                                             |
| 2     | Jamathi    | 50cc      | 1970, 1972                                                       |